# Јамник (Крањ)
Јамник (словен. Jamnik) је насељено место у општини Крањ, Горењска регија, Словенија.

## Историја
До територијалне реорганизације у Словенији био је у саставу старе општине Крањ.

## Становништво
У попису становништва из 2011. године, Јамник је имао 40 становника.
| Број становника према пописима | Број становника према пописима | Број становника према пописима |
| ------------------------------ | ------------------------------ | ------------------------------ |
| 1991                           | 2002                           | 2011                           |
| 57                             | 42                             | 40                             |

## Галерија
- јесен
- црква у Јамнику, у позадини планина Сторжич
- свитање изнад Јамника